# 威寧裂腹魚
威寧裂腹鱼（学名：Schizothorax yunnanensis ）为輻鰭魚綱鯉形目鲤科的其中一種，分布於亞洲中國貴州省威宁彝族回族苗族自治县，體長可達21.8公分。其种加词“weiningensis”意为“威宁的”。